# 소련의 발트 3국 점령 (1940년)
소련의 발트 3국 점령(영어: Soviet occupation of the Baltic states)은 발트 3국의 리투아니아, 에스토니아, 라트비아를 1940년 6월 14일 독일-소련 불가침 조약의 내용에 따라 소련이 점령한 사건이다.
1941년 6월 22일 독일의 바르바로사 작전으로 독일이 발트를 점령한다. 1941년 7월에는 발트 지역은 나치 독일의 오스틀란트 국가판무관부로 편입한다.
1944년 발트 공세의 결과로, 소련은 발트 지역의 거의 대부분을 탈환하고 쿠를란드 포위전으로 1945년 5월 독일 항복까지 쿠를란드의 독일군을 포위시킨다. 소련의 발트 지역 "편입 점령" 1991년 8월 독립시까지 지속되었다.

## 배경

독일-소련 불가침 조약 당시 동유럽 분할 모습. 오른쪽은 실제 분할 모습.

브레스트-리토프스크 조약으로 인해 러시아 제국은 영토 상실하게 되었고 러시아 내전을 겪었다. 1939년 8월 24일 이른 아침, 독일과 소련은 10년 기간의 독일-소련 불가침 조약을 맺었다. 이 조약의 비밀 조항에는 독일과 소련의 북유럽과 동유럽 영향 영역 분할도 있었다. 10월 6일 소련의 폴란드 침공 이후, 소련은 핀란드와 발트3국에게 압력을 넣어 상호 원조 조약을 체결했다. 소련은 9월 18일 폴란드 잠수함의 오르젤 사건을 빌미로 에스토니아의 중립을 추궁했다. 7일 후인 9월 24일, 모스크바는 에스토니아에게 최후 통첩을 내렸다. 소련은 에스토니아에게 상호 군사 기지 구축과 지원 조약을 체결했다. 에스토니아는 해군에게 선택권이 없었으며, 공군과 육군은 팔디스키 2개 섬을 바탕으로 하고 있었다. 이 조약은 1939년 9월 28일 서명되었다. 라트비아는 10월 5일, 리투아니아는 10월 10일 체결되었다. 이 조약들은 유럽의 전쟁 기간 동안 소련의 군사 기지 구축을 허용하고 에스토니아에서 25,000명, 라트비아에서 30,000명, 리투아니아에서 20,000명의 소련군이 주둔하게 되었다.

## 새로운 소련의 최후통첩
1939년 소련은 핀란드에게 소련의 유사한 요구인 군사 기지 구축을 거부했다. 따라서, 소련은 핀란드를 1939년 11월 공격함으로써 겨울 전쟁이 시작되었다. 전쟁은 1940년 3월 핀란드의 패배로 영토 손실이 이루어졌으나, 주권은 유지되었다. 발트 3국은 겨울 전쟁 당시 중립이었으나, 소련은 이 예시로 소련과의 관계를 가졌다.

## 같이 보기
- 1940년 소비에트 연방의 라트비아 점령
- 1944년 소비에트 연방의 발트 3국 점령
- 라트비아 공화국 90주년의 미국 결의 (en:United States resolution on the 90th anniversary of the Latvian Republic)
- 미국 하원의 발트3국 조사 (en:Baltic States Investigation by the US House of Representatives)
- 발트3국 국가의 연속성 (en:State continuity of the Baltic states)
- 숲의 형제들
- 1월 사건 (리투아니아)
- 리테네 (en:Litene)
- 라트비아 점령
- 소비에트 연방의 인구 이동 (en:Population transfer in the Soviet Union)
- 라이니아니 학살 (en:Rainiai massacre)
- 발트 3국의 국경 변화 (en:Territorial changes of the Baltic states)
- 빌리아 리투아니아 (en:Villa Lituania)
- 탈린의 점령 박물관. (en:Museum of Occupations)

### 서지
- Aust, Anthony (2005). 《Handbook of International Law》. Cambridge University Press. ISBN 978-0-521-53034-7.
- Brecher, Michael; Jonathan Wilkenfeld (1997). 《A Study of Crisis》. University of Michigan Press. 596쪽. ISBN 978-0-472-10806-0.
- Frucht, Richard (2005). 《Eastern Europe: An Introduction to the People, Lands, and Culture》. ABC-CLIO. 132쪽. ISBN 978-1-57607-800-6.
- Hiden, Johan; Salmon, Patrick (1994) [1991]. 《The Baltic Nations and Europe》 Revis판. Harlow, England: Longman. ISBN 0-582-25650-X.
- Hiden, John; Vahur Made, David J. Smith (eds) (2008). 《The Baltic question during the Cold War》. Routledge. ISBN 0-415-37100-7.
- Mälksoo, Lauri (2003). 《Illegal Annexation and State Continuity: The Case of the Incorporation of the Baltic States by the USSR》. M. Nijhoff Publishers. ISBN 90-411-2177-3.
- Marek, Krystyna (1968) [1954]. 《Identity and continuity of states in public international law》 2판. Geneva, Switzerland: Libr. Droz.
- McHugh, James; James S. Pacy (2001). 《Diplomats without a country: Baltic diplomacy, international law, and the Cold War》. Greenwood Publishing Group. ISBN 0-313-31878-6.
- Misiunas, Romuald J.; Taagepera, Rein (1993). 《The Baltic States, years of dependence, 1940–1990》. University of California Press. ISBN 0-520-08228-1.
- O'Connor, Kevin (2003). 《The History of the Baltic States》. Greenwood Publishing Group. 113–145쪽. ISBN 978-0-313-32355-3.
- Petrov, Pavel (2008). 《Punalipuline Balti Laevastik ja Eesti 1939–1941》 (에스토니아어). Tänapäev. ISBN 978-9985-62-631-3.
- Plakans, Andrejs (2007). 《Experiencing Totalitarianism: The Invasion and Occupation of Latvia by the USSR and Nazi Germany 1939–1991》. AuthorHouse. 596쪽. ISBN 978-1-4343-1573-1.
- Rislakki, Jukka (2008). 《The Case for Latvia. Disinformation Campaigns Against a Small Nation》. Rodopi. ISBN 978-90-420-2424-3.
- Talmon, Stefan (1998). 《Recognition of governments in international law》. Oxford University Press. ISBN 978-0-19-826573-3.
- Tsygankov, Andrei P. (May 2009). 《Russophobia》 1판. Palgrave Macmillan. ISBN 978-0-230-61418-5.
- Wyman, David; Charles H. Rosenzveig (1996). 《The World Reacts to the Holocaust》. JHU Press. 365–381쪽. ISBN 978-0-8018-4969-5.
- Ziemele, Ineta (2005). 《State Continuity and Nationality: The Baltic States and Russia》. Martinus Nijhoff Publishers. ISBN 90-04-14295-9.

## 추가 자료
- Regarding the Procedure for carrying out the Deportation of Anti-Soviet Elements from Lithuania, Latvia, and Estonia. 보관됨 2013-05-30 - 웨이백 머신 – Full text, English
- The Global Museum on Communism about the occupation of Estonia by the Soviet Union.
- The Occupation museum of Latvia
- GULAG 113 – Canadian film about Estonians mobilized into the Red Army 1941 and forced into labour in the GULAG
- Soviet Aggression Against the Baltic States 보관됨 2008-10-11 - 웨이백 머신 by (Latvian Supreme Court justice) Augusts Rumpeters — Short and thoroughly annotated dissertation on Soviet-Baltic treaties and relations. 1974. Full text

### 학술 및 기사
- Mälksoo, Lauri (2000). Professor Uluots, the Estonian Government in Exile and the Continuity of the Republic of Estonia in International Law. Nordic Journal of International Law 69.3, 289–316.
- Non-Recognition in the Courts: The Ships of the Baltic Republics by Herbert W. Briggs. In The American Journal of International Law Vol. 37, No. 4 (Oct., 1943), pp. 585–596.
- Alfred Erich Senn What Happened in Lithuania in 1940?(PDF)
- The Soviet Occupation of the Baltic States, by Irina Saburova. In Russian Review, 1955
- The Steel Curtain 보관됨 2009-08-26 - 웨이백 머신, TIME Magazine, April 14, 1947
- The Iron Heel 보관됨 2009-01-14 - 웨이백 머신, TIME Magazine, December 14, 1953